# 2,2-ジメチル-3-ペンタノン
2,2-ジメチル-3-ペンタノン（英語、2,2-dimethyl-3-pentanone）とは、ケトンの1種。tert-ブチルエチルケトン（ターシャリー・ブチルエチルケトン）という別名が存在する。分子式C7H14O、分子量114.19であり、ヘプタノンとは構造異性体の関係にある。

## 性質
2,2-ジメチル-3-ペンタノンは、常温常圧において液体であり、4℃の水を標準物質とした0℃における比重は0.8303、同じく20℃における比重は0.8125、沸点は125℃から126℃である

。
なお、この液体はショウノウのような臭気を持っていると言われることがある

。
2,2-ジメチル-3-ペンタノンは、エタノールには溶解するものの、水には溶解しにくい

。
なお、酸化クロム(VI)によって酸化することができて、これによって2,2-ジメチル-3-ペンタノンは、酢酸とピバル酸（2,2-ジメチルプロパン酸）とに分解される。

## 主な参考文献
- 化学大辞典編集委員会 編集 『化学大辞典 （縮刷版） 7』 p.842（左下部） 共立出版 1964年1月15日発行 ISBN 4-320-04021-X